# 神林留雄
神林 留雄（かんばやし とめお、1933年2月12日 - 2023年8月18日）は、日本の実業家。

## 来歴・人物
東京出身で、東京都立上野高等学校を経て東京大学法学部卒業し、NTTデータ社長・会長などを歴任した。

1955年4月、日本電信電話公社（現 日本電信電話株式会社）入社。
1995年6月、NTTデータ通信株式会社（現 株式会社NTTデータグループ）の社長に就任。上場後約1年で東京証券取引所一部指定替えを果たすとともに、国内外同時募集の公募増資を行い、当社の経営基盤・財務基盤の礎を確立した。インターネットビジネス、電子商取引など、当時の新たな情報サービス分野に積極的に取り組むとともに、電子商取引実証推進協議会の理事に就任するなど、個社の垣根を越えて業界全体の発展に貢献した。
1999年6月、同 代表取締役会長に就任。
2001年6月、同 相談役に就任。
2010年に『ハーバード・ビジネス・レビュー』「在任中に実績を上げた実行力のあるCEO（最高経営責任者）トップ100」で28位とされた。
2010年の秋の叙勲で「旭日重光章」受章。2023年8月18日死去。叙従四位。